# Communauté de communes Cœur Haute Lande
Die Communauté de communes Cœur Haute Lande ist ein französischer Gemeindeverband mit der Rechtsform einer Communauté de communes im Département Landes in der Region Nouvelle-Aquitaine. Sie wurde am 5. Dezember 2016 gegründet und umfasst 26 Gemeinden. Der Verwaltungssitz befindet sich im Ort Sabres.

## Historische Entwicklung
Der Gemeindeverband entstand mit Wirkung vom 1. Januar 2017 durch die Fusion der Vorgängerorganisationen
- Communauté de communes de la Haute Lande,
- Communauté de communes du Pays d’Albret und
- Communauté de communes du Canton de Pissos.

## Mitgliedsgemeinden
| Gemeinde                                | Einwohner 1. Januar 2022 | Fläche km² | Dichte Einw./km² | Code INSEE | Postleitzahl |
| --------------------------------------- | ------------------------ | ---------- | ---------------- | ---------- | ------------ |
| Argelouse                               | 96                       | 22,79      | 4                | 40008      | 40430        |
| Belhade                                 | 222                      | 28,55      | 8                | 40032      | 40410        |
| Bélis                                   | 164                      | 20,46      | 8                | 40033      | 40120        |
| Brocas                                  | 727                      | 53,46      | 14               | 40056      | 40420        |
| Callen                                  | 145                      | 87,86      | 2                | 40060      | 40430        |
| Canenx-et-Réaut                         | 172                      | 28,07      | 6                | 40064      | 40090        |
| Cère                                    | 416                      | 39,87      | 10               | 40081      | 40090        |
| Commensacq                              | 434                      | 71,24      | 6                | 40085      | 40210        |
| Escource                                | 799                      | 102,74     | 8                | 40094      | 40210        |
| Garein                                  | 426                      | 57,10      | 7                | 40105      | 40420        |
| Labouheyre                              | 2.883                    | 36,13      | 80               | 40134      | 40210        |
| Labrit                                  | 849                      | 72,18      | 12               | 40135      | 40420        |
| Le Sen                                  | 221                      | 51,10      | 4                | 40297      | 40420        |
| Liposthey                               | 591                      | 23,97      | 25               | 40156      | 40410        |
| Luglon                                  | 375                      | 41,07      | 9                | 40165      | 40630        |
| Luxey                                   | 653                      | 160,07     | 4                | 40167      | 40430        |
| Maillères                               | 230                      | 15,05      | 15               | 40170      | 40120        |
| Mano                                    | 129                      | 32,27      | 4                | 40171      | 40410        |
| Moustey                                 | 755                      | 67,31      | 11               | 40200      | 40410        |
| Pissos                                  | 1.483                    | 140,75     | 11               | 40227      | 40410        |
| Sabres                                  | 1.191                    | 160,13     | 7                | 40246      | 40630        |
| Saugnac-et-Muret                        | 1.298                    | 109,37     | 12               | 40295      | 40410        |
| Solférino                               | 361                      | 97,83      | 4                | 40303      | 40210        |
| Sore                                    | 1.162                    | 147,72     | 8                | 40307      | 40430        |
| Trensacq                                | 285                      | 79,25      | 4                | 40319      | 40630        |
| Vert                                    | 238                      | 40,03      | 6                | 40323      | 40420        |
| Communauté de communes Cœur Haute Lande | 16.305                   | 1.786,37   | 9                | –          | –            |